# The Far Call
The Far Call is een Amerikaanse dramafilm uit 1929 onder regie van Allan Dwan. In Nederland werd de film destijds uitgebracht onder de titel Kapitein Satan. De film is wellicht zoekgeraakt.

## Verhaal
Pal Loring wil een zeehondenfokkerij overvallen op het eiland Saint Paul in de Beringzee. Hij gaat op verkenning en maakt er kennis met Hilda Larsen, de dochter van de gouverneur. Ze ontdekt dat Pal de verloren gewaande zoon is van Paul Webber, een achtenswaardig lid van de eilandgemeenschap. Pal bergt zijn plannen op, maar zijn handlanger London Nick wil nog steeds doorgaan met de overval.

## Rolverdeling
| Acteur            | Personage           |
| ----------------- | ------------------- |
| Charles Morton    | Pal Loring          |
| Leila Hyams       | Hilda Larsen        |
| Warner Baxter     |                     |
| Arthur Stone      | Schmidt             |
| Warren Hymer      | Soup Brophy         |
| Dan Wolheim       | Black O'Neil        |
| Tiny Sandford     | Kapitein Storkerson |
| Ullrich Haupt     | London Nick         |
| Charles Middleton | Kris Larsen         |
| Pat Hartigan      | Lars Johannson      |
| Charles Gorman    | Haycox              |
| Ivan Linow        | Red Dunkirk         |
| Harry Gripp       | Pete                |
| Sam Baker         | Tubal               |
| Bernard Siegel    | Opperhoofd          |